# 忠心勇士
忠心勇士（英語：Aethero），是一匹曾在香港出賽的已退役賽駒，練馬師早期是約翰摩亞，後期是方嘉柏。「忠心勇士」曾經是沙田馬場草地1000米的場地紀錄保持者（54秒69），亦曾經被譽為「香港未來短途馬王」，後來被「傳盛」的54秒68打破。

## 簡介
2019年4月14日至7月1日，「忠心勇士」首季出道，即在潘頓胯下取得三連勝。
2019年10月12日，莫雷拉策騎「忠心勇士」在沙田馬場角逐第二班草地1000米賽事，結果以54.69秒的出色時間報捷，打破了由前馬王「蓮華生輝」保持了逾十二年的沙田1000米場地紀錄時間，比「蓮華生輝」所保持的舊紀錄54.70秒快0.01秒。莫雷拉賽後第一句便向練馬師約翰摩亞說：「牠確是一匹星級賽駒！」莫雷拉在覆磅後續說：「牠的前景將無可限量。」
2019年11月17日，田泰安策騎「忠心勇士」勝出國際二級賽馬會短途錦標。
2020年4月26日，潘頓策騎「忠心勇士」角逐國際一級賽主席短途獎，起跑前更成爲大熱門。「忠心勇士」雖然起步成功搶放，但直路初段已見縮步大敗而回，賽後被發現流鼻血，前途蒙上陰影。練馬師約翰摩亞得悉「忠心勇士」賽後被發現流鼻血的消息後非常失望，他透露曾與獸醫研究過「忠心勇士」之健康情況，若牠繼續留港服役，很大機會再次流鼻血，並且補充說，就算「忠心勇士」移師從化馬場受訓，亦未必對牠有很大幫助。同時，賽後傳出約翰摩亞有意將「忠心勇士」帶回澳洲養好健康再復出，但幕後經過多番考慮後，據悉決定將此駒留港服役。
2020年5月18日，「忠心勇士」從約翰摩亞馬房轉投方嘉柏馬房。然而，「忠心勇士」轉投方嘉柏後未曾上陣，2020年9月曾經患上右前腿肌腱受傷，即使最後傷癒，但在2021年11月16日，「忠心勇士」在一組試閘中再次流鼻血，依例強制退役，正式結束其競賽生涯。

## 同父馬
曾於香港服役出賽並曾勝出大賽的同父馬包括：
- 幸運如意：曾勝出G1 主席短途獎（2017）、G2 精英碗（2016）、HKG2 短途錦標（2016）
- 美麗同享：曾勝出G2 主席錦標（2024）、G3 獅子山錦標（2022）、G3 精英盃（2022）、G3 精英碟（2025）

## 在港勝出賽事全紀錄
| 比賽日期   | 賽事名稱               | 賽事班次 | 賽道 | 賽事路程 | 比賽馬場 | 名次 | 完成時間 | 騎師   |
| ---------- | ---------------------- | -------- | ---- | -------- | -------- | ---- | -------- | ------ |
| 14/04/2019 | 琥珀平磅賽             | 新馬賽   | 草地 | 1000米   | 沙田馬場 | 1    | 0:56.27  | 潘頓   |
| 26/05/2019 | 智多飛平磅賽           | 新馬賽   | 草地 | 1200米   | 沙田馬場 | 1    | 1:10.11  | 潘頓   |
| 01/07/2019 | 同心同步同進1200米讓賽 | 第三班   | 草地 | 1200米   | 沙田馬場 | 1    | 1:08.32  | 潘頓   |
| 12/10/2019 | 禾笛讓賽               | 第二班   | 草地 | 1000米   | 沙田馬場 | 1    | 0:54.69  | 莫雷拉 |
| 17/11/2019 | 馬會短途錦標           | G2       | 草地 | 1200米   | 沙田馬場 | 1    | 1:07.58  | 田泰安 |

## 在港一級賽出賽全紀錄
| 比賽日期   | 賽事名稱           | 賽事班次 | 賽道 | 賽事路程 | 比賽馬場 | 名次 | 完成時間 | 騎師 |
| ---------- | ------------------ | -------- | ---- | -------- | -------- | ---- | -------- | ---- |
| 08/12/2019 | 浪琴表香港短途錦標 | G1       | 草地 | 1200米   | 沙田馬場 | 3    | 1:08.18  | 潘頓 |
| 26/04/2020 | 主席短途獎         | G1       | 草地 | 1200米   | 沙田馬場 | 11   | 1:20.17  | 潘頓 |

## 外部連結
- . 2019-10-12  [2019-10-12].
- . 2019-11-17  [2019-11-17].